# Мариинская женская гимназия (Пушкин)
Марии́нская же́нская гимна́зия — бывшее учебное заведение и историческое здание в Пушкине. Построено в 1844—1845 годах. Выявленный объект культурного наследия. Расположена на Леонтьевской улице, дом 17.

## История
Мариинская гимназия заняла здание, которое было построено в 1844—1845 гг. по проекту архитектора Д. Е. Ефимова (строительством руководил Н. С. Никитин) для Канцелярии главноуправляющего дворцовыми правлениями и Царским Селом. Так как канцелярия была упразднена в 1865 году, то здание передали для размещения женской гимназии, которая была основана в том же 1865 году, но первоначально была в деревянном доме на Московской улице. Перепланировку провёл архитектор А. Ф. Видов, и через год гимназия переехала в новое здание. В 1874 году гимназию из трёхклассной сделали семиклассной, поэтому понадобилось расширить здание. В 1874—1875 гг. работы провёл тот же Видов. В 1906—1907 гг. здание вновь понадобилось расширять, был надстроен третий этаж. Работы по проекту архитектора Г. Д. Грима осуществил гражданский инженер В. А. Липавский.
С 1900 по 1905 год в гимназии училась А. А. Ахматова (Горенко).
После Октябрьской революции гимназия стала II Детскосельской советской трудовой школой. В ней в 1922—1924 гг. учился Даниил Хармс (Ювачёв). Впоследствии в здании разместилась музыкальная школа, ныне Царскосельская гимназия искусств имени Ахматовой. В 2010 году пристроен новый корпус гимназии.

## Архитектура

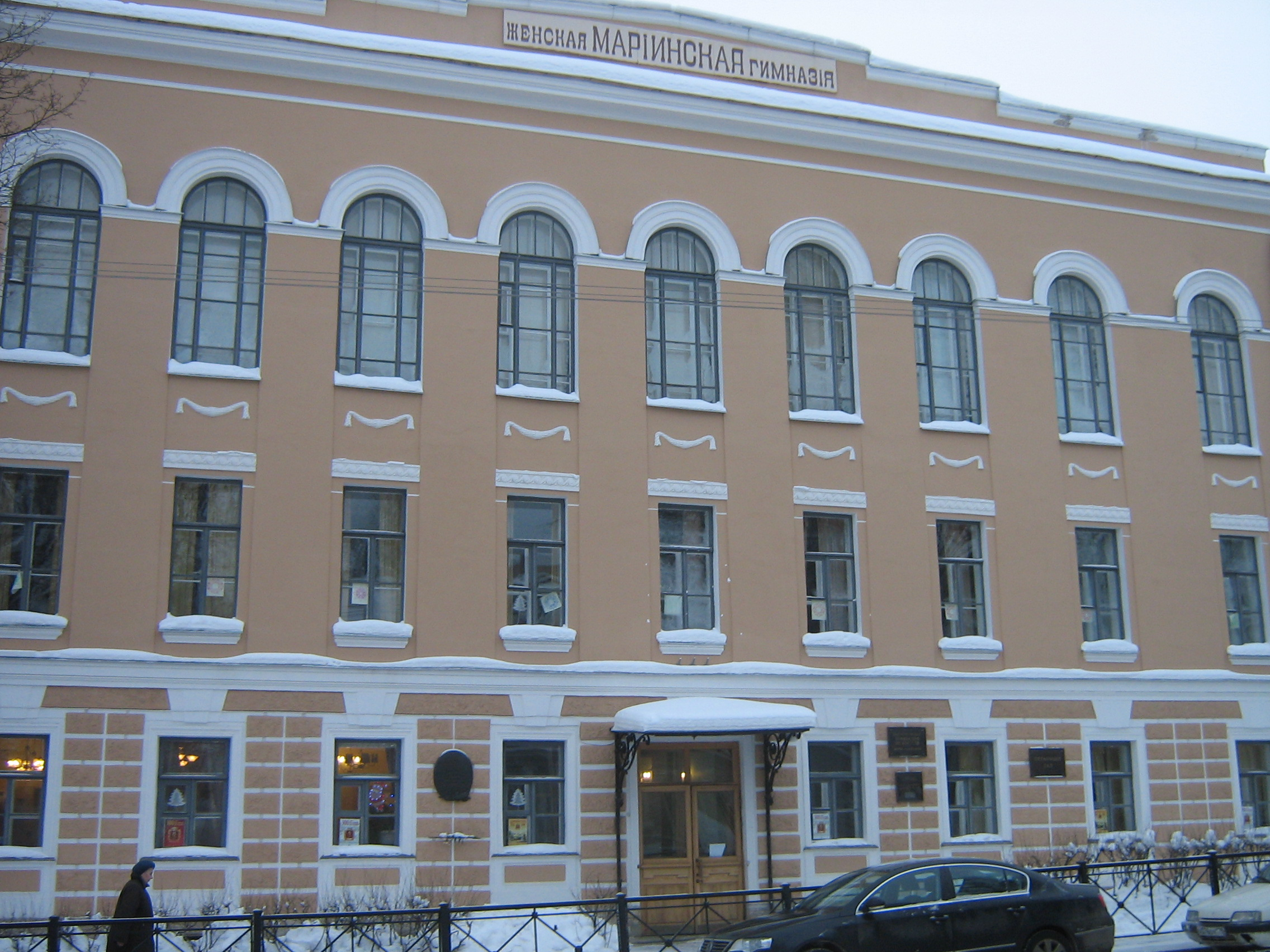
Здание в 2010 году

Первоначальная отделка по проекту Ефимова сохранилась на фасаде первого этажа, включает ленточный руст, веерные замковые камни. В целом многократно изменявшийся фасад представляет собой цельную композицию, в центре которой — вытянутые полуциркульные окна третьего этажа. Здание завершает аттик.